# Ohlungen
Ohlungen (en alsacià Ohlunge) és un municipi francès, situat a la regió del Gran Est, al departament del Baix Rin. L'any 1999 tenia 1.268 habitants.
Forma part del cantó de Haguenau, del districte de Haguenau-Wissembourg i de la Comunitat d'aglomeració de Haguenau.

## Demografia
| 1962 | 1968 | 1975  | 1982  | 1990  | 1999  |
| ---- | ---- | ----- | ----- | ----- | ----- |
| 894  | 919  | 1.043 | 1.216 | 1.177 | 1.263 |

## Administració
| Període | Identitat         | Partit | Qualitat |  |
| ------- | ----------------- | ------ | -------- |  |
| 2001-   | Jean-Marie Sander |        |          |  |